# José Antonio Roca García
José Antonio Roca García (Ciudad de México, 24 de mayo de 1928-Ciudad de México, 4 de mayo de 2007) fue un futbolista y entrenador mexicano.
Como jugador logró el campeonato de liga dos veces con el Club Deportivo Zacatepec y participó en dos copas del mundo con la Selección nacional de fútbol de México en 1950 y 1958, en esta última fue parte del equipo que consiguió el primer punto de México en mundiales al empatar con País de Gales. Como entrenador ganó un campeonato de liga y otro de copa con el Club América. Dirigió a la selección de México en la Copa Mundial de Fútbol de 1978.

## Carrera como entrenador
Tras acabar su ciclo como futbolista, Roca tenía un puesto administrativo en la Federación Mexicana de Fútbol y fue Guillermo Cañedo de la Bárcena quien lo llevó a la dirección técnica del América y alcanzaría sus mayores éxitos. En su primera etapa al mando de los Azulcremas le entregó a este equipo el primer título que se disputó bajo el sistema de liguilla venciendo al Toluca en la temporada 1970-'71, poco después bajo su dirección obtendrían el campeonato de copa de 1973-'74 estableciendo una marca de 24 partidos invicto, teniendo como figuras a Carlos Reinoso y Enrique Borja. Fueron las Águilas el equipo con el que Roca se identificó más, y llegó a ser considerado un ícono de este equipo, autoproclamándose como el "Antichiva N° 1".
Como entrenador también vivió uno de los momentos más amargos de su carrera al comandar a la selección mexicana que asistió al mundial de 1978, misión en la cual fracasó quedando en el último lugar de la competencia. 
Roca se retiró como director técnico en 1988 lamentando no haber podido cumplir su objetivo de sumar 40 años dentro del Fútbol.

## Otros cargos en el fútbol
Roca participó como secretario general de la Federación Mexicana de Fútbol, como asesor del Club América y participó como comentarista en algunos programas deportivos.

## Últimos años
José Antonio Roca se dedicó a entrenar equipos amateur de 1997 al 2005, época en que dirigió al equipo del TEC de Monterrey Campus Ciudad de México. Sufrió un Infarto cerebral en 2005 el cual lo alejó definitivamente del deporte y del cual tuvo varias recaídas. Murió en 2007 víctima de un paro respiratorio.

### Participaciones en Copas del Mundo

#### Como jugador
| Mundial                        | Sede   | Resultado    |
| ------------------------------ | ------ | ------------ |
| Copa Mundial de Fútbol de 1950 | Brasil | Primera Fase |
| Copa Mundial de Fútbol de 1958 | Suecia | Primera Fase |

#### Como entrenador
| Mundial                        | Sede      | Resultado    |
| ------------------------------ | --------- | ------------ |
| Copa Mundial de Fútbol de 1978 | Argentina | Primera Fase |

## Clubes

### Como jugador
- Asturias 1947 - 1950
- Necaxa 1950 - 1954
- Zacatepec 1955 - 1963
- Atlante 1963 - 1969

### Como entrenador
- América - 1970 - 1975
- Laguna - 1975 - 1976
- Atlético Español - 1976
- Selección de fútbol de México - 1976 - 1978
- Tampico - 1978 - 1979
- América - 1979 - 1981
- Atlas - 1981 - 1982
- Toluca - 1982 - 1984
- Necaxa - 1984 - 1985
- Atlante - 1985 - 1987
- Ángeles de Puebla - 1987 - 1988

## Palmarés

### Como jugador
| Título           | Club      | País   | Año     |
| ---------------- | --------- | ------ | ------- |
| Primera División | Zacatepec | México | 1954-55 |
| Primera División | Zacatepec | México | 1957-58 |

### Como entrenador

#### Campeonatos nacionales
| Título           | Club    | País   | Año     |
| ---------------- | ------- | ------ | ------- |
| Primera División | América | México | 1970-71 |
| Copa México      | América | México | 1973-74 |

#### Campeonatos internacionales
| Título                                | Club   | Sede   | Año  |
| ------------------------------------- | ------ | ------ | ---- |
| Campeonato de Naciones de la Concacaf | México | México | 1977 |